# Cheilanthes inaequalis
Cheilanthes inaequalis är en kantbräkenväxtart som först beskrevs av Kze., och fick sitt nu gällande namn av Georg Heinrich Mettenius. Cheilanthes inaequalis ingår i släktet Cheilanthes och familjen Pteridaceae. Inga underarter finns listade.